# Glyptotek

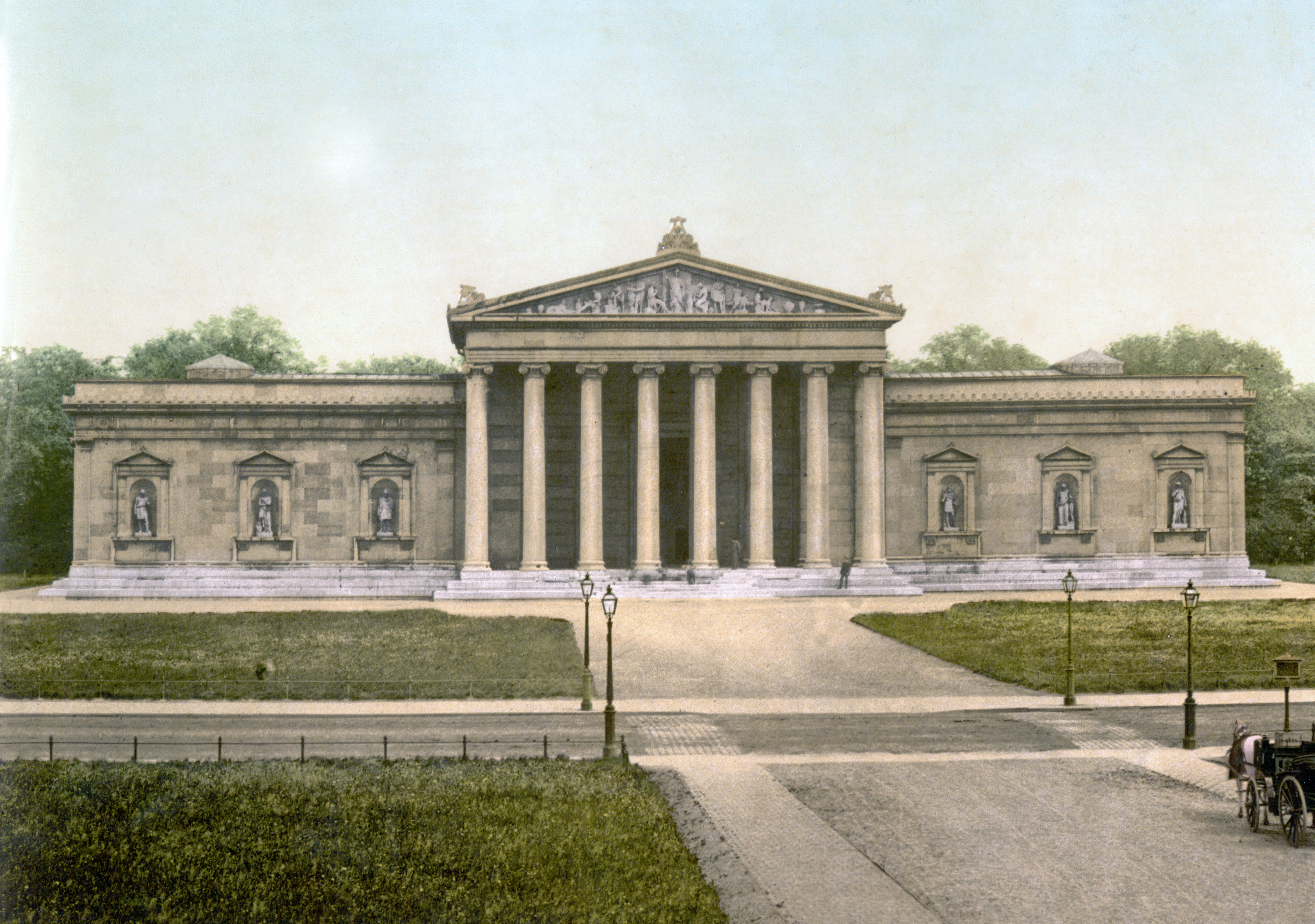
Glyptothek i München.

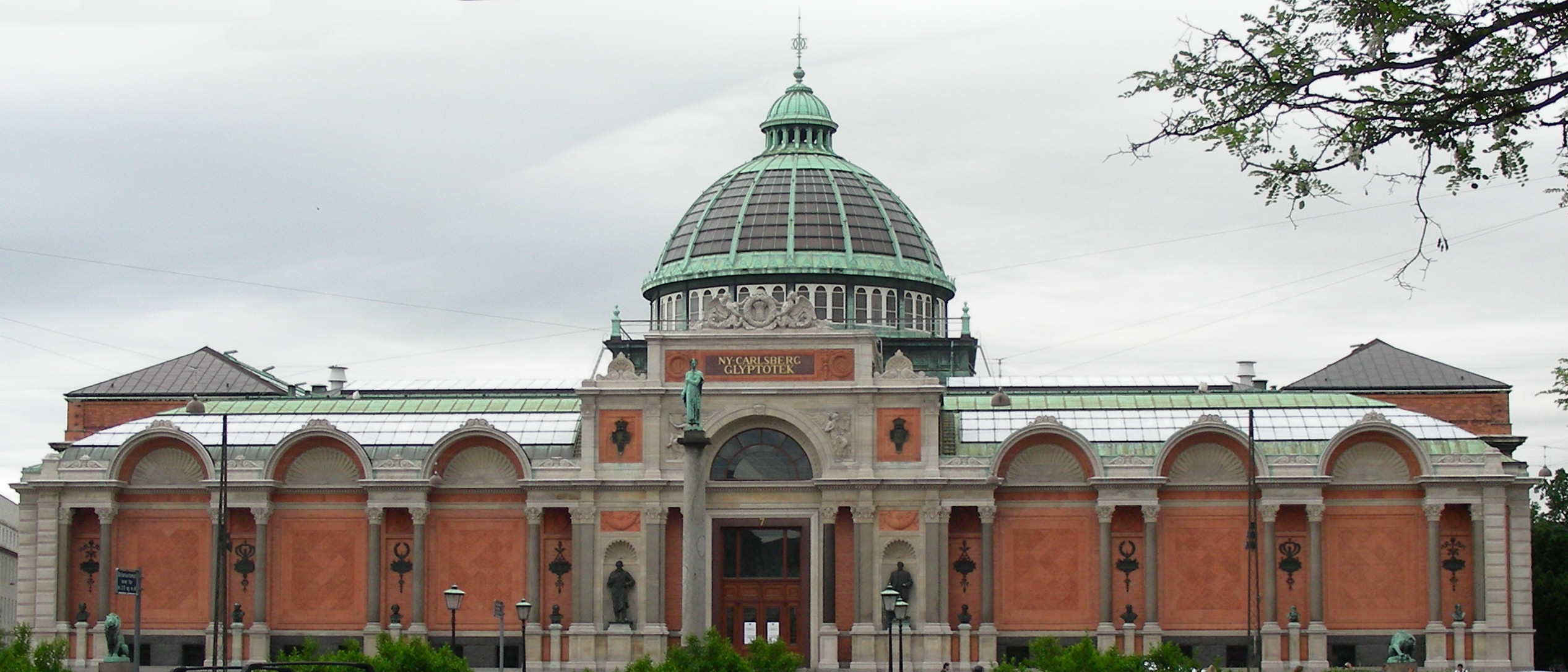
Glyptoteket i Köpenhamn.

Ett glyptotek är en skulptursamling.
Ordet glyptotek är bildat av gammalgrekiska glyptos, "ristad", "skulpterad", och theke, "förvaringsrum" och begreppet lanserades av kung Ludwig I av Bayerns bibliotekarie. Ordbildningen är analog till tyska pinakothek, tavelsamling, som används som namn för Alte Pinakothek och andra målerimuseer i München.
Glyptothek, det första skulpturmuseet med glyptotek i sitt namn, grundades i München. 

## Exempel på skulpturmuseer med glyptotek i sina namn
- Glyptothek i München i Tyskland
- Ny Carlsberg Glyptotek i Köpenhamn i Danmark
- Nationalglyptoteket i Aten i Grekland
- Glyptothek i Akademie der bildenden Künste Wien i Österrike
- Gliptoteka i Zagreb i Kroatien